# Вахан (вестник)
Вижте пояснителната страница за други значения на Вахан.
„Вахан“ е арменски информационен вестник от Пловдив. Издава се от „Общоарменски съюз за образование и култура“.
Основната тематика засягана във вестника е културна и новини свързани с арменското малцинство в България, арменската диаспора и Република Армения.